# Used to Love You
«Used to Love You» (рус. Раньше любил тебя) — сингл американской певицы Гвен Стефани из третьего студийного дебютного альбома «This Is What the Truth Feels Like». Выпущена 20 октября 2015 года.
«Used to Love You» - это эмоциональная баллада для синтезатора мидтемпо, с инструментами, состоящими из пианино, сдержанных синтезаторов и ударных. Лирически, песня говорит о болезненном разрыве, с главным героем, спрашивающим, почему она влюбилась. Гвен Стефани описала песню как вдохновлённую концом её 13-летнего брака с вокалистом Буша, Гэвином Россдейлом.
«Used to Love You» получил похвалу, причем многие критики отметили его лирическое содержание и эмоциональную доставку Стефани. Другие оценили это как душераздирающую песню. Критики расценили сингл как улучшение по сравнению с её выпусками 2014 года, которые сама Стефани позже описала как «срочно отправленные». Стефани впервые представила песню во время концерта 17 октября 2015 года, а её музыкальное видео было выпущено три дня спустя. Музыкальное видео представляет собой одиночный снимок Стефани на чёрном фоне, демонстрирующий её эмоции и иногда произносящий некоторые слова из песни. Песня получила своё первое телевизионное выступление на шоу The Ellen DeGeneres Show 26 октября 2015 года.

## Описание релиза
В октябре 2014 года Гвен Стефани выпустила свой первый за шесть лет сольный сингл "Baby Don't Lie", а после его умеренного воздействия и приёма в декабре того же года был выпущен новый сингл "Spark the Fire". Тем не менее, оба сингла уступили в чартах, что побудило альбом отложить на релиз 2015 года. После нескольких месяцев отсутствия обновлений альбома Гвен Стефани заявила в интервью для Entertainment Weekly, что она отказалась от всего альбома в пользу начала с начала, так как она не чувствовала себя довольной и полностью вовлечённой в предыдущий проект. Гвен Стефани начала писать новый материал в июне 2015 года, и через месяц после развода с Гэвином Россдейлом она почувствовала себя очень вдохновлённой. В том же интервью Гвен Стефани заявила: «Мне нужно было пройти через то, что мне нужно было пройти, чтобы написать альбом, который мне нужно было написать. Эти песни действительно естественны - они не беспокоятся о том, что произошло или что произойдёт, но о жизни в данный момент, от попытки присутствовать и пытаться чувствовать".

## Музыкальное видео
20 октября 2015 года, в тот же день, когда вышла песня, Гвен Стефани впервые представила музыкальный клип, снятый Софи Мюллер на Facebook. Минималистичный видеоролик с одним выстрелом показывает Гвен Стефани на грани слёз, когда он сидит в темном пространстве с белой майкой. Гвен Стефани отметила, что видео было снято в её гримёрной для её выступления в Нью-Йорке и не предназначалось для выпуска в качестве официального музыкального клипа на треке. Кэролин Менес из Music Times отметила, что «хотя большая часть видео проводится почти в слезах, Стефани поёт ключевые тексты, просто для дополнительного эмоционального запуска». McKenna Aiello из E! Онлайн подчеркнул, что «именно её способность сдерживать их [слезы] действительно показывает сильное чувство Стефани о себе». Марк Иносенсио, пишущий для сайта Seacrest, отметил, что видео «простое, но достаточно сказать История недавнего разбитого сердца, называя это действительно, действительно душераздирающая» Erin Strecker of Billboard echoed the same thought,. Эрин Стрекер из Billboard повторила ту же мысль, в то время как Джо Сатран из The Huffington Post назвал её «щадящей, уязвимой и грубой: полная противоположность». из обильных, даже максималистских видео, которые мы привыкли ожидать от фронтмена No Doubt». Бьянка Грейси из Idolator назвала его «острым» и «необработанным».

## Выступление
17 октября 2015 года Гвен Стефани исполнила концерт «Используется, чтобы любить тебя» во время концерта для пользователей MasterCard в бальном зале Hammerstein в Нью-Йорке. Гвен Стефани дебютировала на телевидении в шоу The Ellen DeGeneres Show 26 октября 2015 года. Что касается живого выступления Гвен Стефани, то Джо Сатран из The Huffington Post посчитал его «довольно волнующим» while Caily Lindberg of Music Times called it "an emotional rendition"., а Кейли Линдберг из Music Times назвал его «эмоциональным исполнением». Робби Доу написал для Idolator, что «когда её чёрная одетая группа стояла в тени, тихо подыгрывая и подпевая вокалу, Гвен была впереди и в центре своей эмоциональной расставшейся мелодии во время её появления Эллен, выглядя довольно мучительно, но звуча - точка «22 ноября 2015 года Гвен Стефани исполнила песню «Used to Love You» на церемонии вручения премии American Music Awards 2015 года. Гвен Стефани исполнила песню вживую во время различных публичных выступлений, включая «The Voice», «The Tonight Show Starring Jimmy Fallon» и «New Year's Eve with Carson Daly» с Карсоном Дейли вскоре после окончания обратного отсчёта до нового года.

## Список наблюдений
Цифровая дистрибуция 
- «Used to Love You» (3:47)

Цифровая дистрибуция (MAIZE Remix) 
- «Used to Love You» (MAIZE Remix) (3:32)

## Чарты

### Еженедельные графики
| Чарты (2015–2016)                         | Пиковая позиция |
| ----------------------------------------- | --------------- |
| Австралия (ARIA)                          | 58              |
| Канада (Billboard Canadian Hot 100)       | 57              |
| Канада (Billboard AC)                     | 30              |
| Канада (Billboard CHR/Top 40)             | 37              |
| Канада (Billboard Hot AC)                 | 31              |
| Шотландия (OCC Scotland)                  | 87              |
| Великобритания (OCC UK Singles)           | 157             |
| Великобритания (OCC UK Singles Downloads) | 93              |
| США (Billboard Hot 100)                   | 52              |
| США (Billboard Adult Contemporary)        | 21              |
| США (Billboard Adult Pop Airplay)         | 10              |
| США (Billboard Pop Airplay)               | 21              |

## Релиз
| Регион                   | Даты             | Формат                             | Лейблы     |
| ------------------------ | ---------------- | ---------------------------------- | ---------- |
| Весь мир                 | 20 октября, 2015 | Цифровая дистрибуция               | Interscope |
| Соединённые Штаты        | 27 октября, 2015 | Основное радио                     | Interscope |
| Соединённые Штаты        | 31 декабря, 2015 | Цифровая дистрибуция (Maize Remix) | Interscope |
| Франция                  | 5 января, 2016   | Цифровая дистрибуция (Maize Remix) | Polydor    |
| Объединённое Королевство | 5 января, 2016   | Цифровая дистрибуция (Maize Remix) | Polydor    |
| Германия                 | 5 января, 2016   | Цифровая дистрибуция (Maize Remix) | Universal  |
| Италия                   | 5 января, 2016   | Цифровая дистрибуция (Maize Remix) | Universal  |
| Япония                   | 5 января, 2016   | Цифровая дистрибуция (Maize Remix) | Universal  |
| Испания                  | 5 января, 2016   | Цифровая дистрибуция (Maize Remix) | Universal  |